# Бајмерштетен
Бајмерштетен (њем. Beimerstetten) општина је у њемачкој савезној држави Баден-Виртемберг. Једно је од 55 општинских средишта округа Алб-Донау-Крајс. Према процјени из 2010. у општини је живјело 2.498 становника. Посједује регионалну шифру (AGS) 8425014.

## Географски и демографски подаци
Бајмерштетен се налази у савезној држави Баден-Виртемберг у округу Алб-Донау-Крајс. Општина се налази на надморској висини од 587 метара. Површина општине износи 14,3 km². У самом мјесту је, према процјени из 2010. године, живјело 2.498 становника. Просјечна густина становништва износи 174 становника/km².